# Giorgio Berrugi
Giorgio Berrugi (Pisa, 29 luglio 1977) è un clarinettista, concertista e tenore italiano.

## Biografia
Diplomatosi con lode in clarinetto all'Istituto Mascagni di Livorno, si e' perfezionato con Alessandro Carbonare, Anthony Pay, Fabrizio Meloni, Giovanni Riccucci e Riccardo Crocilla. Per la musica da camera ha studiato con Piero Farulli, Pier Narciso Masi, Riccardo Cecchetti e Pietro Rigacci. Vincitore delle borse di studio dell'Accademia della Scala, Accademia Chigiana, Scuola di musica di Fiesole e premio Master dell'Accademia di Imola, ha vinto giovanissimo il primo premio assoluto nei Concorsi Internazionali di Roma e Bologna ed in decine di concorsi nazionali di musica da camera.
Nel 1999 fonda col pianista Massimo Salotti il Duo Alban Berg con cui si esibisce in tutto il mondo spaziando tra musica classica, jazz e contemporanea.
Dal 2002 al 2006 Giorgio Berrugi ha ricoperto il ruolo di primo clarinetto dell'Orchestra Sinfonica di Roma; nel 2007 ha abbandonato la carriera di clarinettista intraprendendo l'attività di tenore lirico.
Allievo di Carlo Meliciani, Anita Cerquetti, Francisco Araiza, Maria Billeri e Graziano Polidori, nel 2008, selezionato dal Teatro La Fenice di Venezia, debutta come Rodolfo ne La Bohème di Puccini.
Dal 2008 al 2010 si è esibito al Palais des beaux arts in Bruxelles, Leipzig Oper, Bartok National hall di Budapest, al Teatro del Giglio di Lucca e al Festival Pucciniano di Torre del Lago. Dal 2010 al 2013 è solista nell'ensemble del Sächsische Staatsoper di Dresda, dove ha debuttato come Don José (Carmen), Riccardo (Un ballo in maschera), Duca di Mantova (Rigoletto), B.F. Pinkerton (Madama Butterfly), Mario Cavaradossi (Tosca), Nemorino (L'elisir d'amore) e Gennarino nella première mondiale di Gisela di Henze.

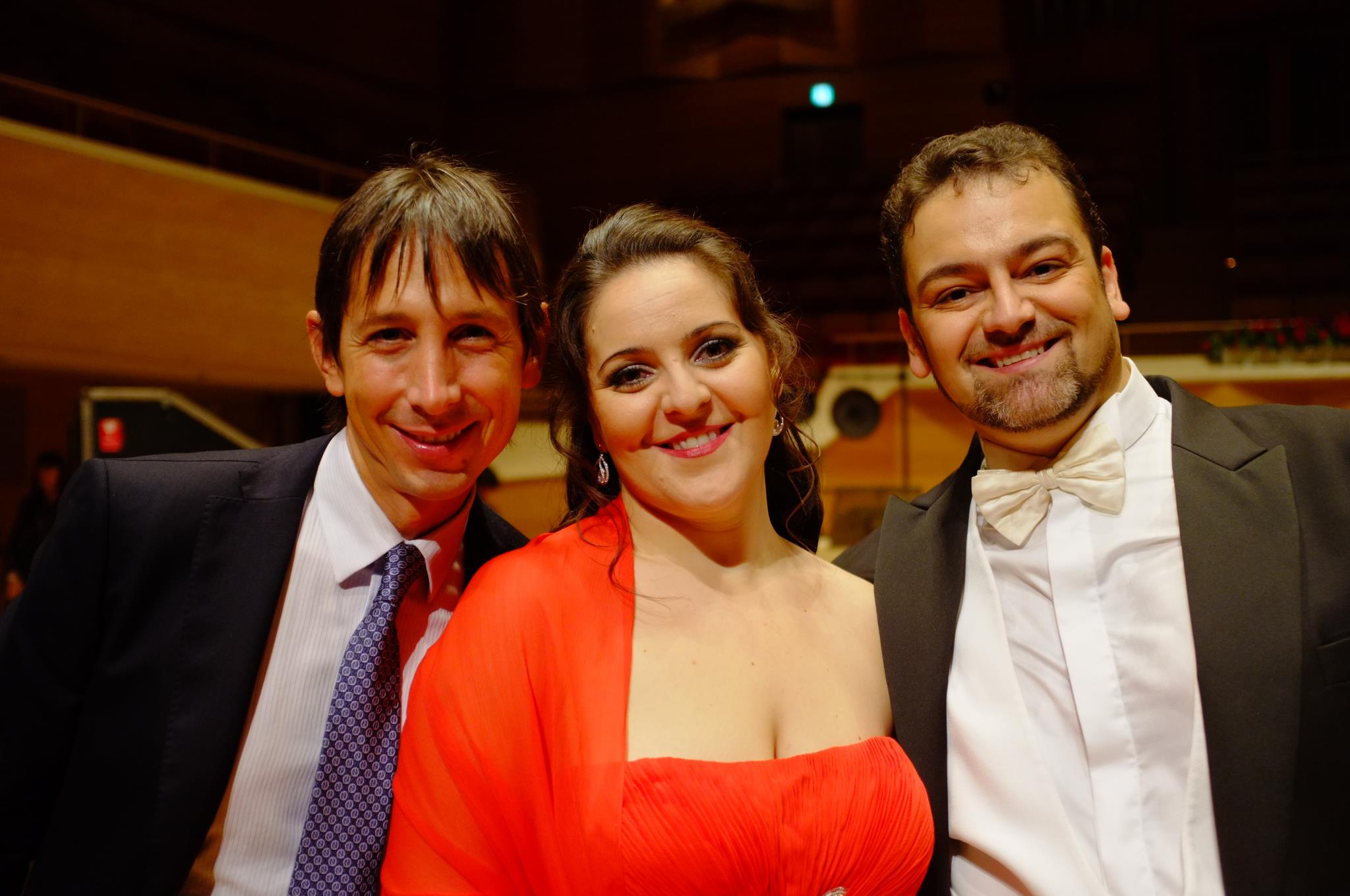
Giorgio Berrugi (a destra) con il soprano Maria Agresta e il manager Gianluca Macheda (sinistra)

Nel 2013 inizia una carriera internazionale che lo porta nei migliori teatri del mondo: Teatro alla Scala di Milano, Royal Opera house di Londra, Wiener Konzerthaus, Opera de Paris, Bolshoi Theatre di Mosca, Lincoln Center di New York, Arena di Verona, Teatro Regio di Torino, San Francisco Opera, Berlin Staatsoper,Chicago Lyric Opera, Concertgebouw di Amsterdam, Gewandhaus di Lipsia, Suntory Hall e NHK di Tokyo, Wigmore Hall di Londra, Teatro dell'Opera di Roma, Maggio Musicale Fiorentino, Palau de les Arts di Valencia, Seoul Art Center, Teatro Massimo di Palermo, Teatro San Carlo di Napoli, Teatro la Fenice di Venezia, Teatro Carlo Felice di Genova, oltre che ad Atene, Lucerna, Francoforte, Hong Kong, Copenaghen, Dallas, Kansas City, Edinburgh, Riga, Losanna, Oviedo, Marsiglia.
Ha inciso per Decca la Messa per Rossini con il Teatro alla Scala diretto da Riccardo Chailly (Premio Abbiati 2019 per la discografia), per Chandos i Quattro inni sacri di Petrassi, per Unitel La Boheme col Teatro Regio di Torino diretto da Gianandrea Noseda.